# Sebaea scabra
Sebaea scabra är en gentianaväxtart som beskrevs av Schinz. Sebaea scabra ingår i släktet Sebaea och familjen gentianaväxter. Inga underarter finns listade i Catalogue of Life.